# 이레나 셰빈스카
이레나 셰빈스카(폴란드어: Irena Szewińska, 1946년 5월 24일 ~ 2018년 6월 29일)는 폴란드의 육상 선수이며, 5개의 올림픽(1964~1980)에 참가해서 7개의 메달을 획득하여 폴란드 올림픽 영웅으로 알려졌다.
레닌그라드에서 유대인 집안에서 태어났으며, 그녀의 원래 성은 키르셴스테인(Kirszenstein)이었다. 폴란드로 이주한 후 육상을 시작하였으며, 1964년 도쿄 올림픽에 18세의 나이로 참가하여 폴란드 400m 계주 팀의 일원으로서 첫 금메달을 땄다. 200m와 멀리뛰기에서는 2위를 하였다.
1968년 멕시코시티 올림픽에서는 200m 우승과 100m 3위를 차지하였고, 1972년 뮌헨 올림픽에서는 다리 부상으로 인하여 200m 3위에 그쳤다.
1976년 몬트리올 올림픽에서 400m에서 49.29초의 세계 기록을 세워 우승하였다. 6개의 기록을 깬 셰빈스카는 유럽 선수권대회에서 13개의 메달을 획득하였다. 1990년대에는 국제 아마추어 육상 연맹 여성 위원회의 회원이 되었으며, 2004년 이래 폴란드 육상 협회의 회작과 국제 올림픽 위원회의 회원이 되었다.
또한 국제 유대인 스포츠 명예 전당에 선출되었다.